# Unidad Metabólica Ósea
La Unidad Metabólica Ósea del Hospital Universitario Insular, es un Servicio clínico dedicado al estudio, diagnóstico y tratamiento de las enfermedades metabólicas óseas en general y dentro de ellas, a la osteoporosis en particular. Fue la primera unidad de España dedicada monográficamente a esta patología, ya que, previamente, existían consultas clínicas en las que se atendía a la osteoporosis en el Hospital Nuestra Señora de la Concepción en la Fundación Jiménez Díaz en Madrid y en el Hospital de la Esperanza en Barcelona. En estos Servicios, además de la osteoporosis, se atendían otras patologías en el contexto de la Medicina Interna.
La Unidad Metabólica Ósea integra la labor asistencial, con la docente e investigadora, en íntima e indisoluble colaboración con la Universidad de Las Palmas de Gran Canaria.
- Datos: Q111737375